# 莫尼卡·奥尔维拉·德·拉·克鲁兹
莫尼卡·奥尔维拉·德·拉·克鲁兹（英語：Monica Olvera de la Cruz，1958年—）是一名理论软物质凝聚态物理学家，担任美国西北大学材料科学与工程系、化学系、物理与天文学系以及化学与生物工程系的 Lawyer Taylor 讲座教授。

## 经历
奥尔维拉·德·拉·克鲁兹于1981年取得墨西哥国立自治大学物理学学士学位，并于1985年取得英国剑桥大学物理学博士学位。她于1986年来到西北大学。1995年至1997年，她在法国政府中任原子能和替代能源委员会高级科学家。奥尔维拉·德·拉·克鲁兹是美国国家科学院和美国文理科学院院士；她还是美国哲学会和美国物理学会会士。
她在2006至2013年领导了西北大学材料研究中心。她还参与筹划发展了艺术科学研究中心（NU-ACCESS）。她目前担任西北大学计算和理论材料中心（CCTSM）主任。

## 荣誉
- 2020 美国哲学会会士[4]
- 2017 美国物理学会高分子物理奖
- 2015-16 加州大学伯克利分校 Miller Institute 访问教授
- 2012 美国国家科学院院士
- 2010 美国国防部国家安全科学与工程成员（National Security Science and Engineering Faculty Fellow）[5]
- 2010 美国文理科学院院士
- 2007 美国国家科学院 Cozzarelli 奖 [6] Proceedings of the National Academy of Sciences (PNAS).
- 1990 美国总统青年科学家奖（Presidential Young Investigator Award）[7]
- 1990 Alfred P. Sloan 奖
- 1989 David and Lucile Packard Foundation 科学与工程奖 [8]

## 公共服务和政府任职
奥尔维拉·德·拉·克鲁兹目前是美国能源部基础能源科学顾问委员会以及美國國家科學研究委員會委员。她还在一些学术研究机构兼任顾问团成员，例如德国马克斯·普朗克研究所以及法国巴黎高等物理化工學院（ESPCI）等。她是美国国家科学院院刊（PNAS）编委会成员，美国化学会《ACS Central Science》杂志高级编辑，以及戈登會議董事会成员。她曾在美國國家科學研究委員會担任凝聚态和材料研究委员会主席，以及物理与天文理事会（2010-2015）、凝聚态和材料研究社会公益委员会、物理和生命科学跨学科委员会、固体物理委员会和健康科学主要挑战委员会委员。她于2005至2009年担任美国国家科学基金会数学和物理科学董事会顾问委员会成员，并兼任其中材料研究顾问委员会主席。

## 个人生活
奥尔维拉·德·拉·克鲁兹和其丈夫、西北大学教授Michael J. Bedzyk育有一女，Ana Jimena Pavlovitch-Bedzyk。